# Lista de prêmios e indicações recebidos por Tilda Swinton
Está e uma lista completa de Prêmios e indicações da atriz Inglesa Tilda Swinton.

## Oscar
| Ano  | Nomeada por     | Categoria                | Resultado |
| ---- | --------------- | ------------------------ | --------- |
| 2007 | Michael Clayton | Melhor Atriz Coadjuvante | Venceu    |

## BAFTA
| Ano  | Nomeada por                 | Categoria                | Resultado |
| ---- | --------------------------- | ------------------------ | --------- |
| 2007 | Michael Clayton             | Melhor Atriz Coadjuvante | Venceu    |
| 2008 | Burn After Reading          | Melhor Atriz Coadjuvante | Indicado  |
| 2011 | We Need to Talk About Kevin | Melhor Atriz Principal   | Indicado  |

## Golden Globes
| Ano  | Nomeada por                 | Categoria                        | Resultado |
| ---- | --------------------------- | -------------------------------- | --------- |
| 2001 | The Deep End                | Melhor Atriz - Filme Drama       | Indicado  |
| 2007 | Michael Clayton             | Melhor Atriz Coadjuvante - Filme | Indicado  |
| 2011 | We Need to Talk About Kevin | Melhor Atriz - Filme Drama       | Indicado  |

## Independent Spirit Awards
| Ano  | Nomeada por            | Categoria              | Resultado |
| ---- | ---------------------- | ---------------------- | --------- |
| 2001 | The Deep End           | Melhor Atriz Principal | Indicado  |
| 2014 | Only Lovers Left Alive | Melhor Atriz Principal | Indicado  |

## Screen Actors Guild Awards
| Ano  | Nomeada por                         | Categoria                                       | Resultado |
| ---- | ----------------------------------- | ----------------------------------------------- | --------- |
| 2002 | Adaptation                          | Performance de um Elenco em um Filme            | Indicado  |
| 2007 | Michael Clayton                     | Performance de uma Actriz Coadjuvante           | Indicado  |
| 2008 | The Curious Case of Benjamin Button | Performance de um Elenco em um Filme            | Indicado  |
| 2011 | We Need to Talk About Kevin         | Performance de uma Actriz em um papel principal | Indicado  |

## Satellite Awards
| Ano  | Nomeada por     | Categoria                        | Resultado |
| ---- | --------------- | -------------------------------- | --------- |
| 2001 | The Deep End    | Melhor Atriz - Filme Drama       | Indicado  |
| 2006 | Stephanie Daley | Melhor Atriz - Filme Drama       | Indicado  |
| 2007 | Michael Clayton | Melhor Atriz Coadjuvante - Filme | Indicado  |
| 2009 | I Am Love       | Melhor Atriz - Filme Drama       | Indicado  |
| 2014 | Snowpiercer     | Melhor Atriz Coadjuvante - Filme | Indicado  |